# Cathorops spixii

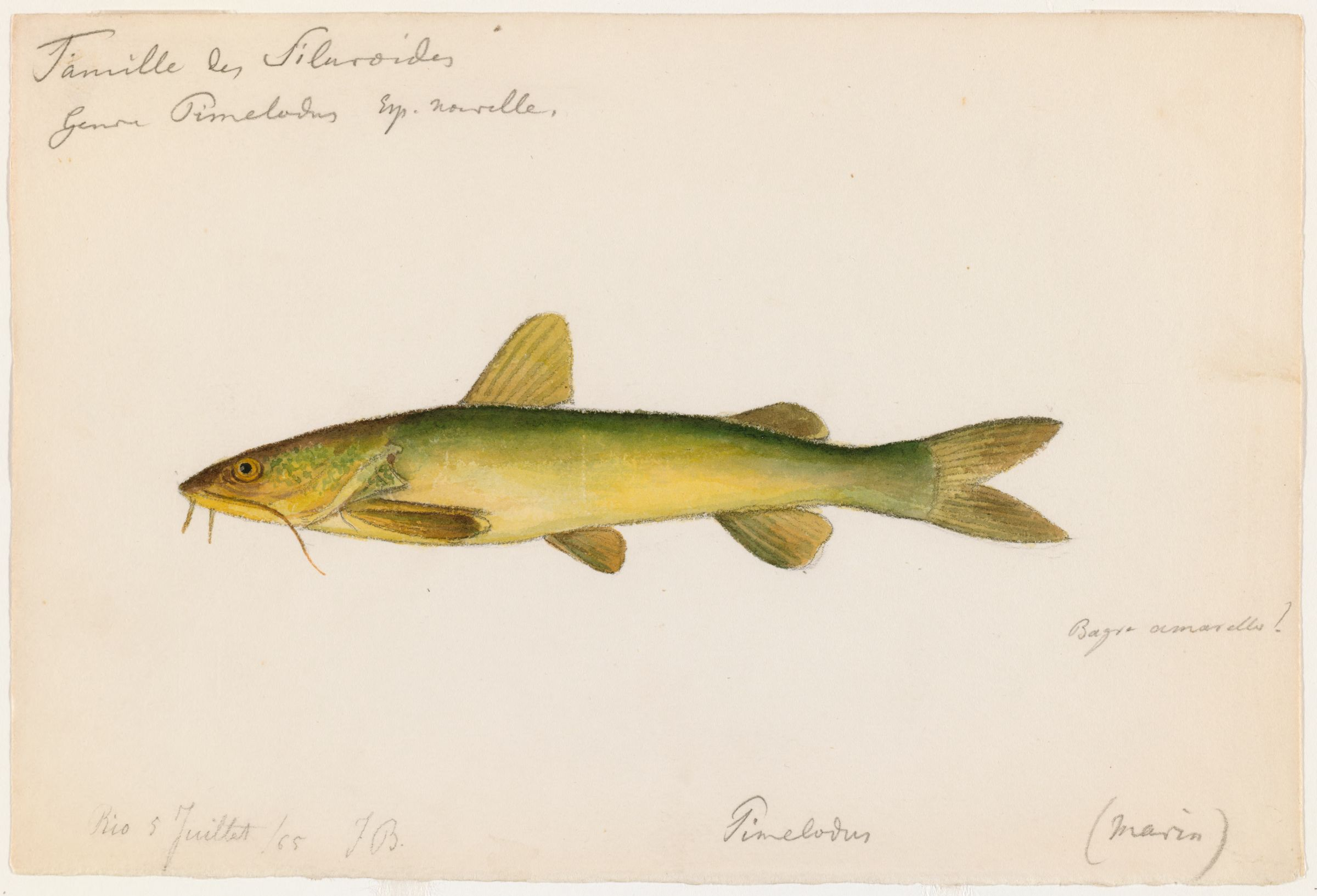

Cathorops spixii is een straalvinnige vis uit de familie van christusvissen (Ariidae), orde meervalachtigen (Siluriformes), die voorkomt in het westen en het zuidwesten van de Atlantische Oceaan.

## Beschrijving
Cathorops spixii kan een maximale lengte bereiken van 30 centimeter. Het lichaam van de vis heeft een langgerekte vorm.

## Leefwijze
Cathorops spixii is een zout- en brakwatervis die voorkomt in tropische wateren op een diepte van maximaal 50 meter.
Het dieet van de vis bestaat hoofdzakelijk uit macrofauna.

## Relatie tot de mens
Cathorops spixii is voor de visserij van beperkt commercieel belang. De soort staat niet op de Rode Lijst van de IUCN.